# القرطالة
القرطالة أو القرطولى بركان في جزر القمر ، وهو بركان درعي نشط في القمر الكبرى ويعد أعلى قمة في البلد حيث يبلغ ارتفاعه 2.361 متر ( 7,748 قدم ). ويضم هذا الجبل أكبر بقعة من الغابات المطيرة الآخذة في الاختفاء في جزر القمر. ويعد بركان القرطولى من أكثر البراكين النشطة في العالم في هذا الوقت، حيث ثار ثورةً صغيرةً في مايو 2006 وكان قد ثار قبلها في وقت قريب في أبريل 2005 وأيضًا في عام 1991. وفي ثورة البركان الذي حدثت في عام 2005 والتي استمرت من 17 إلى 19 أبريل تم إجلاء 40 ألف شخص . ودمرت بحيرة فوهة البركان الموجودة في الفوهة الكبيرة التي تبلغ مساحتها 3 في 4 كيلو متر . و هي يكوّن بذلك أكبر حفرة بركان في العالم.

## أنظر أيضاً
- الحياة البرية في جزر القمر

## وصلات خارجية
http://volcano.si.edu/volcano.cfm?vn=233010&vtab=Bulletin#bgvn_200601
- You must specify vnum when using {{cite gvp}}.
- الحياة البرية في جزر القمر

## اقرأ أيضا
- جزر القمر